# 伊夫兰国家公园
伊夫兰国家公园（Ifrane National Park）是位于摩洛哥中阿特拉斯山脈的一座国家公园，总面积500 km2。国家公园内大部分的森林植被为北非雪松。伊夫兰国家公园是为数不多的几个巴巴利獼猴聚集地之一，此动物在北非曾经大量存在， 但如今已成濒危物种，呈支离破碎状的勉强存在。

## 注脚
1. ↑  National Parks of Morocco. 2009
2. ↑  Anthony Ham, Paula Hardy and Alison Bing. 2007
3. ↑  C. Michael Hogan. 2008